# Uppåkra
Uppåkra (på gammel skånsk/dansk: Opager) eller Store Uppåkra er en landsby i Uppåkra Sogn i Staffanstorps kommune i Skåne. Stora Uppåkra ligger fem kilometer syd for Lund og grænser op mod landsbyen Lilla Uppåkra mod syd. Uppåkra er mest kendt for den forhistoriske boplads, som lå på stedet i mere end tusind år, og som menes at være forgængeren for Lund, der ligger blot få kilomenter mod nordvest.

## Jernalderbopladsen
Arkæologiske udgravninger viser at Uppåkra i jernalderen (ca. 100 f.v.t – 1000 e.v.t.) var et magtcentrum i Sydskandinavien. Bopladsen blev opdaget, da en stald skulle opføres i 1930'erne. Siden 1990'erne har der løbende været udgravninger, men indtil videre er mindre end én procent af områdets anslåede 44 hektarer blevet udgravet.
Uppåkra antages først have mistet sin betydning omkring 900-1000-tallet, da Lund overtog rollen som centrum i området. De rige fund som er gjort er fra vikingetid (800-1050 e.Kr.).
Skriftlige oplysninger som findes om Lejre og Gamla Uppsala savnes for Uppåkra, og muligvis er det oprindelige navn tabt, men i ældre tekster findes formuleringer, som kan knyttes til den skånske centralplads.
Da de opsigtsvækkende arkæologiske fund blev gjort i 1997 blev de noteret i Svenska Dagbladet som "en viktig del av den svenska förhistorien".
Det arkæologiske område i Stora Uppåkra administreres af Uppåkra Arkeologiska Center og fundene fra bopladsen håndteres af og udstilles på Historiska Museet ved Lunds Universitet.

## Historie
Der findes meget få historiske kilder, der dokumenterer det forhistoriske Uppåkra. Faktisk først sent i vikingetiden nævnes Uppåkra første gang. Men arkæologien fortæller os meget om stedets udvikling.

### Bondestenalder
En del stenalder genstande er fundet i området, blandt andet spyd og pilespidser. En grav fra ca. 2000 f.v.t. er blevet fundet tæt på kirken centralt i Uppåkra. Graven blev fundet uskadt og har fået lov at ligge i fred midt i bopladsen igennem hele jernalderen. Det var formentlig en gravhøj, som senere blev pløjet ned eller materialet blev anvendt til andre høje.

### Bronzealder
Området omkring Uppåkra har allerede i på denne tid været et vigtigt sted for religiøse eller kulthandlinger. Det viser fund fra den nærliggende Gullåkra mose. Her har man fundet en velbevaret lur, en halsring og flere våben fra bronzealderen, som formentlig var offergaver. Der er rester efter bopladser fra denne tid flere steder i området.

### Førromersk jernalder
De ældste jernalderfund er dateret til cirka 100 f.Kr., hvor de første spor efter en permanent bosættelse i Uppåkra findes. Det er svært at analysere fund fra denne tid, da det ligger under mange kulturlag, men findes både ildsteder, sodlag og stolpehuller. Det er muligt, at det kan være den samme gård, der har er flyttet rundt i løbet af førromersk jernalder, men mængden af disse fund tyder på at der er tale om en større bebyggelse allerede i denne periode. Gravhøjene i Uppåkra er svære at datere, men formentlig er flere fra denne periode.

### Romersk jernalder
Det var ikke blot mosen i Gullåkra, der blev anvendt til ofringer. Midt i det som blev kernen i Uppåkra bosættelse, blev der løbende igennem jernalderen ofret i kulthandlinger. Forskellen fra andre offerpladser fra perioden, som for eksempel Illerup Ådal, er dog, at der i Uppåkra er blevet ofret midt i det beboede område og ikke i en mose. Ofringerne i Uppåkra har desuden det karakteristika, at det først of fremmest er våben – og i særlig høj grad spyd, som er blevet fundet. Dette tolkes som en særlig gestus til asaguden Odin. Et tidligt tegn på stedets store hedenske religiøse betydning.
Lige ved siden af disse våbenofringer byggedes omkring år 200 e.Kr et hus, som efter udgravningerne at dømme blev bygget som et langhus (eller en gård), på omkring 13 meter i længden og 6,5 meter i bredden. Dette bliver den første af i alt ni bygninger opført på samme sted over de næste 600 år. Huset har muligvis allerede på dette tidspunkt en særlig religiøs betydning, da de senere bygninger bærer meget tydeligt præg af at være en bygning til kultaktiviteter eller religiøse handlinger, som i norrøn sammenhæng er kendt som et hov.

### Germansk jernalder
Den germanske jernalder er Uppåkras storhedstid. Kulthuset er ikke blevet større, men stolpehullernes store dybde (ca. 2 meter), viser, at bygningen har været usædvanligt høj sammenlignet med øvrige bygninger fra tiden. Fund fra stolpehullerne og andre dele af bygningen som glas og guldgenstande tyder på stor religiøs aktivitet. I modsætning til de fleste andre nærliggende huse, er der heller ingen tegn på at bygningen på noget tidspunkt er blevet alvorligt skadet eller nedbrændt, hvilket tyder på en særlig status for dette hus. Husets og religionens stærke rolle i området kan meget vel være årsagen Uppåkras langstrakte kontinuitet, hvor næsten alle andre store jernalderbosættelser blev ødelagt eller flyttet under folkevandringstiden. Fund af en figurer af Odin og andre objekter med reference til ham styrker billedet af Uppåkra som et helligt sted for dyrkelse af asagudernes leder.
Ved siden af templet er der derimod tegn på ødelæggelse og brand. Men også koncentration af magt. Et stort hus opførtes i 400-tallet, som helt tydeligt blev ødelagt og brændt og derefter efterladt med tre lig efterladt uden begravelse. Huset blev ikke genopført, og bladsen blev i stedet anvendt til deponering af affald. Da der ikke findes skriftlige kilder, er det uklart hvad der er sket, men det er tydeligvis et dramatisk opgør i den skånske magtelite. Positionen af det afbrændte lig viser, at de var døde, da branden påsattes, og at huset ikke blev genopbygget viser, at huset ikke var vigtigt for de overlevende.
Det var derimod et hus, der lå ved siden af. Ligeledes grundlagt i 400-tallet fandtes en stor halbygning, tilsvarende hallerne, som blev fundet i Lejre, Gudme og Tissø. Hallen er endnu ikke udgravet i sin helhed, da en stald i 1900-tallet blev opført på dele af bygningen, men de hidtidige undersøgelser viser, at bygningen er blevet genopført mindst fem gange i løbet af en periode på omkring 500 år. Hallen har været et stormandssæde til en konge eller jarl, der har haft kontrol over sandsynligvis det meste af Skåne og de øvrige større samtidige godser som i det nærliggende Hjärup og Flädie. Omkring centralområdet med hallen og templet er der fundet rester af adskillige bygninger med spor efter stor aktivitet med store ovne og produktion af smykker, tekstiler, øl, fødevarer og meget andet.
Og hvem har boet i disse haller? Det er der ingen historiske kilder, der dokumenterer med sikkerhed, men som den svenske historiker, Dick Harrisson, foreslår, er det sandsynligt, at Uppåkra under germansk jernalder var hovedsædet for Skjoldungernes fjender, Hadbarderne, som nævnes i kilder som Widsith og Beowulfkvadet. I så fald kan Uppåkras haller have været fæste for sagnkoner som Frode, Ingeld og Starkad (Stærkodder), og dermed et skånsk magtmæssigt modpol til kongesædet i sjællandske Lejre.

### Vikingetid
I løbet af de sidste hundrede år af det første årtusinde e.Kr. aftog Uppåkras magtposition og efter årtusindskiftet var stedet så godt som forladt. Årsagen er ikke afklaret, men det sammenfalder med den danske kongemagts voksende styrke i Skåne, samt grundlæggelsen af Lund og Dalby blot få kilometer fra Uppåkra. Meget tyder på, at Uppåkra tabte magtkampen med Lund, som overtog både den magtmæssige og den religiøse betydning ikke bare i Skåne, men hele Skandinavien. At der blev lagt så mange ressourcer i at etablere kirkens magt i Lund (i år 1200 fandtes 27 kirker alene i Lund) kan skyldes asatroens stærke fæste i og omkring Uppåkra.
Der fandtes muligvis en trækirke på det sted, hvor Uppåkra Kirke ligger i dag, men alt tyder på, at næsten alle aktiviteter på stedet flyttede til Lund i takt med at byen voksede fra ca. 990 e.Kr. Den øverste del af kulturlaget er skadet på grund af pløjning i mange hundrede år og dette er særligt gået ud over vikingetiden, hvorfra der findes meget få bevarede bygningsrester.

#### Historiske kilder
Den endelige formelle nedlæggelse af Uppåkra er den første troværdige skriftlige kilde, vi har, som nævner stednavnet ”Uppåkra”. I den danske konge, Knud den Helliges gavebrev fra 1085 doneres Uppåkra til domkirken i Lund. Et dokument, der ikke bare manifesterer kirkens ny og store rolle i Skandinavien, men også Lunds rolle som religiøst magtcentrum.
Kildematerialet er i det hele taget sparsomt og Uppåkra findes ikke i andre kilder under dette navne. Det er heller ikke sikkert, at det er dette navn, som byen har været kendt under før i tiden, eller også har dette hedenske magtcentrum helt enkelt blevet tiet bort fra senere overleveringer, som har været præget af kirken.
En mulighed er, at byen helt enkelt var kendt som Lund allerede før Lunds grundlæggelse. For eksempel Egil Skallagrimssons saga nævner byen Lund, som ”en stor købstad” på et tidspunkt, hvor det nuværende Lund endnu ikke fandtes.

## Fund
Uppåkra-bopladsen er kun blevet udgravet i ganske lille omfang. Jordundersøgelser og metaldetektorfund viser, at bopladsens størrelse ligger på omkring 44 hektar, men blot en lille del omkring det centrale stormandssæde er udgravet, og mere end 99 pct. af bopladsen venter stadig på at blive undersøgt. Herunder beskrives de vigtigste fund.

### Kulthuset
Det mest spektakulære fund på Uppåkra-bopladsen er resterne af et hus, der næsten med sikkerhed kan bestemmes som et hedensk tempel, også kaldet et hov. Huset er den det bedst bevarede af sin type. De tidligste rester er fra omkring 200 e.v.t som mest minder om et almindeligt langhus, men husets funktion på daværende tidspunkt kan ikke fastslås, men det kan ikke udelukkes at der allerede på dette tidspunkt var tilknyttet ceremonielle aktiviteter til huset. På samme sted byggedes senere et mere spektakulært hus, som karakteriseredes med meget dybe stolpehuller til det fire centrale tagbærende stolper. De omkring 2 meter dybe huller tyder på at disse stolper har været usædvanligt høje. Bygningen ændrede ikke sin grundform men beholdt 6,5 X13 meter i grundareal, men voksede altså med et tårn eller højt tag. Huset er blevet genopbygget flere gange på samme sted med en kontinuitet på mere en 600 år.
I bygningen har man fundet et dørhåndtag som formentlig har tilhørt bygningen. Det viser tykkelsen på dørene, som har været store og tykke. Af andre vigtige fund fra templet hører blandt andet:

#### Guldgubber
Guldgubber er en rent skandinavisk fundtype, som består af stykker guldblik på omkring 1-2 cm, som er præget som hovedregel med billeder af personer. Den største fundplads for guldgubber er Sorte Muld på Bornholm, hvor de fleste (omkring 2500) guldgubber er blevet fundet, men den næststørste fundplads er Uppåkra, hvor man hidtil har fundet 122 af dem.
Guldgubberne blev fundet langs med kulthusets vægge og i stolpehullerne, hvilket tyder på, at det ikke har været et offer, men nærmere at de har været anvendt i templet til ceremoniel brug eller som udsmykning. En teori er, at de papirtynde små guldplader skal symbolisere guldbladene på træet Glase, som stod i Asgård ved siden af Odins hal, Valhal, ifølge Snorres Edda. Bladene, der blev fundet i stolpehullerne, kan have faldet ned fra søjler eller udsmykning ved et uheld under husets ombygning eller genopførelse i 600-tallet og lagt sig i stolpehullerne. Det må derfor formodes at de 122 guldgubber blot er en brøkdel af hvad, der er blevet anvendt. De øvrige kan enten være forsvundet i plyndringer eller smeltet om til kristne genstande ved husets nedlæggelse nærmere årtusindskiftet.

#### Glasskålen
Glasskålen fra Uppåkra er ligeledes fundet i templet og betragtes som en af Uppåkras pragtgenstande. Skålen er dateret til omkring år 500 e.v.t og vurderes at have sin oprindelse i den nordlige del af Sortehavsområdet. Skålen er en luksusgenstand, som muligvis er kommet til Uppåkra som en gave til eliten og er senere blevet brugt i kultsammenhæng i templet. Glasgenstande er meget sjældne i Skandinavien på denne tid og har haft yderst høj værdi.

#### Bægeret
Sammen med glasskålen fandt man ligeledes et bæger af kobber og sølv i templet. På ydersiden er bægeret dekoreret med bånd af guldblik med motiver af dyr og mennesker. Bægeret er ligeledes en pragtgenstand til ceremoniel brug. Bægeret ser ikke ud til at være importeret, men er af skandinavisk oprindelse og kan muligvis være fremstillet i Uppåkra. Glasskålen og bægeret blev fundet nedgravet ved siden af ildstedet i kulthuset. Årsagen er ukendt, men en teori er, at det kan være et gemmested for skattene under en plyndring af Uppåkra eller være begravet af ceremonielle årsager.

#### Øvrige fund i og ved templet
Ud over disse fund, har man fundet rester af skjold og spyd i templet. Man kan undre, hvilken rolle våben har spillet i et kulthus, men en teori er, at disse genstande har været anvendt som udsmykning med forbillede i Odins hal, Valhal. Der findes beskrivelser af Valhal som dekoreret med spyd og skjolde. Udenfor templet er der ligeledes fundet specialredskaber, som man mener har været anvendt til kirurgi. Uden for templet har man desuden fundet en stor mængde våben – først og fremmest spyd, som ser ud til at være blevet ødelagt med vilje, hvilket indikerer, at våbnene er blevet ofret i kultsammenhæng.

### Hallen
Ved siden af Kulthuset lå en stor hal. Hallen minder om andre store haller i bopladser som Gudme, Tissø og Lejre. Hallen har været en et stormandssæde i mange generationer og er blevet genopført på samme sted flere gange. Hallen er blot delvist udgravet og er delvist dækket af bygninger fra den nærliggende nutidige bondegård. En stor udgravning af hallen udføres af Lunds Universitet i perioden 2022-2025.

#### Vølund Smed
En meget detaljeret bronzegenstand blev fundet ved en af hallens vægge. Genstanden er dateret til 900-tallet, og har sandsynligvis fungeret som et beslag eller del af en større genstand, fx et skrin eller hjelm. Genstanden er velbevaret og dens detaljerigdom er stor og forestiller med al sandsynlighed sagnfiguren Vølund Smed fra ”Vølundkvadet”, der bl.a. fremgår af den Ældre Edda. Vølund bliver taget til fange og skal smede skatte til kong Nidud, men tager hævn og flygter på vinger, han selv har smedet.

### Brandhuset
Ved siden af Hallen og kulthuset i Uppåkras hjerte lå på 400-tallet en lidt mindre halbygning. Bygningen brændte og i huset har man fundet rester af tre personer. Forensiske undersøgelser viser, at personerne var døde, da huset brændte. Der kan således være tale om et magtopgør, hvor taberne i stedet for at få en traditionel begravelse, blev efterladt i det brændende hus. Huset blev heller ikke genopbygget som det var tilfældet med hallen og kulthuset.  Det tyder på, at beboerne i huset har haft høj status, da man har fundet blandt andet en del guldsmykker, såkaldte brakteater, som ligner mynter, man kan hænge om halsen.

#### Brakteaterne
Tre guldbrakteater med runer blev fundet her ("DR IK610 U", "DR IK591,1 U, DR IK591,2 U" og "DR IK611 U". To af dem er velbevarede med læsbar tekst og tydelige motiver. Brakteaterne blev ikke fundet samtidigt og heller ikke på samme sted så de betragtes ikke som det samme fund. De er dateret til omkring 500-tallet og motiverne er en nordisk videreudvikling af romersk tradition.

#### Lerkrus
En næsten intakt lerkrukke eller kop med hank blev fundet i brandhuset. Det har sandsynligvis været anvendt som drikkekrus, men en grønlig farve på indersiden tyder på at kruset kan have opbevaret metalgenstande, fx bronze, på et senere tidspunkt.

### Gravpladser
Der findes en intakt grav fra bondestenalderen med stengolv nær kirken, og flere gravhøje eller rester af gravhøje er fundet omkring centralpladsen i Uppåkra, sandsynligvis fra bronzealder eller førromersk jernalder. Mest kendt er Storehøj og Lillehøj, som stadig findes i dag. Men derudover er der overraskende få fund af grave i betragtning af hvor stor Uppåkra var. Det er muligt, at man ikke har fundet gravpladsen endnu, og en teori er, at den lå, hvor Uppåkra kirke og kirkegård ligger i dag. Gravpladser er ellers et sted, hvor der ofte findes vigtige og velbevarede fund.
Der er selvfølgelig undtagelser, og man har fundet et par grave fra romersk jernalder i nærheden. Den ene blev fundet i Lilla Uppåkra i 1847 dateret til slutningen af 300-tallet. Her fandtes en kam og en halskæde med glas og ravperler. Den anden grav blev fundet ca en kilometer sydøst fra centralpladsen i 1984 og er dateret til slutningen af 200-tallet eller begyndelsen af 300-tallet. Her fandtes en lignende velbevaret halskæde.

### Øvrige fund
Ud over fundene i de ovennævnte tre bygninger er der blevet fundet en stor mængde fund under andre mindre udgravninger samt omfattende metaldetektorundersøgelser. Af bygninger drejer det sig om bl.a. grubehuse, værksteder og ovne. Derudover handler det om kornrester, genstande som kamme, spænder, glasperler, potteskår, vævevægte, benrester og mange andre typer af fragmenter. Herunder er nævnt en del af de mest spektakulære metaldetektorfund.

#### Løven fra Uppåkra
En lille statuette blev fundet i 1998 med metaldetektor og kendes under navnet ”Helge” opkaldt efter finderens far. Det er et unikt fund, og lignende figurer findes ikke. Det er derfor svært at bestemme datering og oprindelse. Hidtil tror man, at figuren er fra 800-allet, og skal forestille en løve med en slange under hver af sine forpoter. Det tolkes som en reference til Jesus som undertrykker ondskaben i skikkelse af løven af Juda og formodes efter stilistiske sammenligninger at stamme fra Vesteuropa. Hvorledes ”Helge” er kommet til Uppåkra vides derfor heller ikke, men kan være igennem et togt og plyndring af et kloster, eller igennem tidlig missionsvirksomhed i Norden, som også kendes fra Hedeby og Ribe.

#### Odinfiguren
En cirka fem centimeter lang statuette af en mand beklædt med en hjelm med horn blev fundet med metaldetektor i slutningen af 90’erne. Figuren er dateret til omkring 800-tallet og det tolkes som at skulle forestille guden Odin, da det ene øje er skadet. Figuren minder om en lignende figur fundet ved Tissø i Danmark, samt afbildninger andre steder i Norden. Figuren kan have været et håndtag på et værktøj eller hovedet på en dragtnål eller nøgle.